# 두뇌유희 프로젝트, 퍼즐
《두뇌유희 프로젝트, 퍼즐》은 2006년에 개봉한 대한민국의 영화이다.

## 캐스팅
- 문성근 : 환 역
- 주진모 : 류 역
- 홍석천 : 노 역
- 현성 : 정 역
- 박준석 : 규 역
- 장지원 : 인질, 일명 X 역
- 이상홍 : 석구 역
- 노준호 : 동료 형사 역
- 육세진 : 금고 담당자 역
- 김태정 : 류의 아내 역
- 김하균 : 남 사장 역 (특별출연)
- 원웅재 : 택시기사 역 (특별출연)

## 같이 보기
- 한국 영화